# Kösem Sultan
Kösem Sultan (després Kösem Valide Sultan), coneguda també com a Mähpaykar (vers 1589-1651) fou esposa del sultà Ahmet I i mare dels sultans Murat IV i Ibrahim I. Fou regent de l'Imperi Otomà per 13 anys i també Valide sultan per tres décadas.
Era grega de naixement (es sospita que el seu nom era Anastàsia) i suposada filla del sacerdot de l'illa de Tinos. Capturada com esclava de molt jove, fou portada a Istanbul i als 15 anys va entrar a l'harem del sultà Ahmet I amb el nom de Mahpeyker (Forma de lluna). El sultà li va dir després Kösem. Era la seva esposa preferida i va passar al davant d'altres esposes més antigues. Va tenir amb el sultà quatre fills (Murat, Solimà, Ibrahim i Kasim) i tres filles (Aixa, Fàtima i Djawharkhan).
A la mort d'Ahmet el 23 de novembre de 1617 va donar suport a la pujada al poder del seu germà Mustafà I, de caràcter dèbil i al que podia aconsellar; però Mustafà només va durar tres mesos i fou relegada al Palau Vell (Eski Saray) de Baiazet, i va pujar al tron Osman II, fill d'Ahmet amb una altra esposa. Deposat i executat Osman el 1622, Mustafà va tornar al tron (20 de maig de 1622) i la reina va retornar per poc temps. El 1623 Mustafà fou deposat i va pujar al tron Murat IV, el mateix fill de Kösem, que fou nomenada oficialment regent i reina mare (Walide Sultan o Valide Sultan, o Kösem Walide). Va governar cinc anys fins que el seu fill va arribar a la majoria i encara després Murat va respectar força les indicacions de la seva mare. Ella governava estant absent el fill. En una ocasió que es va ordenar l'execució del cadi d'Iznik, el Shaykh al-Islam Akhi-zade Hüsayn s'hi va oposar i Kösem va anar a trobar al sultà que estava de camí a Bursa; aquest va tornar i va arrestar a Akhi-zade Hüsayn (cosa que només havia passat tres vegades a la història). Va impedir també a Murat executar al seu germà Ibrahim, però no va poder evitar les execucions dels altres dos, Solimà i Kasim. La reina es va ocupar dels afers junt amb el gran visir Kemankeş Kara Mustafa Paşa (1638-1644).
A la mort de Murat el 8 o 9 de febrer de 1640 va tornar al poder en nom del seu successor Ibrahim I, que preferia dedicar-se a les seves concubines que al govern; però el sultà va caure sota influència d'algunes dones de l'harem i Kösem va perdre influència i va haver d'anar a viure a una residència fora del palau de Topkapı. Ibrahim es va assabentar que la seva mare preparava un complot amb el gran visir Nevesinli Salih Paşa (1645-1647) va fer executar a aquest darrer. La debilitat del govern d'Ibrahim i la guerra de Creta que anava malament van provocar finalment el seu enderrocament pels cap dels geníssers Kara Murad Agha, Musli al-Din i Bektash Agha que van matar el gran visir Hezarpare Ahmed Pasha (7 d'agost). El nou gran visir Sofu Mehmed Paşa, junt amb el Shaykh al-Islam (Abd al-Rahim Efendi) i altres dignataris es van reunir amb Kösem que va donar aprovació a la deposició del sultà l'endemà i van proclamar al seu fill Mehmet IV de 7 anys. Deu dies després Ibrahim fou estrangulat amb permís de la seva mare i d'una fàtua del Shaykh al-Islam (18 d'agost de 1648), ja que es temia que els seus partidaris intentessin reposar-lo.
Kösem fou altre cop nomenada regent i reina mare. Va rebre diversos títols honorífics (Büyük Walida, Gran Mare; alide-i Muazzama, Umm al-Muminin, Sahibat al-Makam, Walide-yi Atika, i altres). Però la seva autoritat xocava amb la dels caps del geníssers i amb la de Turkhan Sultan, vídua d'Ibrahim i mare de Mehmet IV (mentre Kösem només era l'àvia). Això va provocar alguns conflictes i Kösem va decidir deposar Mehmet i substitïr-lo pel seu germà Solimà, la mare del qual, Dilasgub Sultan, no tenia aspiracions de poder. Turkhan se'n va assabentar i va ordenar als seus partidaris geníssers matar a Kösem, i un tal Kuçuk la va estrangular el 3 de setembre de 1651.